# ジェイムズ・ブレイド
ジェイムズ・ブレイド（英語: James Braid、1795年6月19日 - 1860年3月25日）は、イギリス、スコットランドの外科医であり催眠の研究者。外科医としては内反足の治療法に対する先駆的な研究を残し、また催眠や催眠療法についての極めて重要な革新をもたらした。現在彼は、催眠療法と近代催眠の父と多くの人にみなされている。

## 生涯
ブレイドは1795年6月19日にスコットランドのキンロスで生まれた。1815年に、エディンバラ大学で外科医の資格を取り、最初は鉱山の医師として、のちに開業医となった。彼は外科医として、262例の内反足、700例の斜視、および脊椎側彎症の治療を行い、イギリスロイヤルカレッジ(外科学)のメンバーになるなどの名声を得た。その傍ら、1841年に見聞したメスメリズム＝動物磁気の現象（動物磁気説）に強いインスピレーションを受け、独自にその研究を始めた。彼はのちに述べるように、このメスメリズムという現象を、磁気による物理作用ではなく暗示によるものだと看過し、これをヒプノティズム＝催眠と命名した。
ブレイドは、死の直前まで、催眠に積極的な関心を示し続けた。1860年3月25日、彼は脳卒中（心臓病とも）で64歳で亡くなった。

## ブレイドとメスメリズム
近代における催眠の”再発見”は、オーストリアの医師フランツ・メスメルによる。メスメルはこの現象を磁力による物理現象と信じ、動物磁気又はメスメリズムと名付けた（動物磁気説）。この発見は、1784年に、フランス王立科学アカデミーによって否定され（メスメリズムという現象は存在してもそれは磁気によるものではない）、彼の死後、その研究は下火となった。
1841年、ブレイドはマンチェスターで、フランス人シャルル・ラフォンティーヌによる動物磁気の興行を見て、強い衝撃を受けた。当初懐疑的であったものの、繰り返し見聞することで、この現象がトリックでないこと、動物磁気なるものによるものではなく、心理生理学的な現象であることを確信し、実験によってそれを証明した。ブレイド自身、この興行の翌週に、動物磁気を利用せずにメスメリズムを行う公開実験に成功している。

## 催眠（hypnotism）の誕生
彼は翌1842年に、リバプールの牧師ヒュー・ムニールの神学的な論争を受けたが、ブレイドは冷静かつ科学的にこれを論破し、逆に催眠が悪魔的、迷信的なものではないと印象付けた。また、同年ブレイドは、英国学術会議に論文を提出するが、これは拒否された。
ブレイドは、メスメリズムに代わり、「神経催眠」"Neuro-Hypnotism"という言葉を創出した。これは"Neurypnotism"と短縮され、さらに"Hypnotism"＝「催眠」とされた。Hypno-はギリシャ語で眠りを意味し、これはメスメリズムや動物磁気といった言葉のもつオカルト的、超科学的な意味合いを払拭するものであった。
ブレイドの用いた催眠導入法は凝視法と呼ばれる、被験者を一点に集中させて目の疲れを促し同時に暗示を入れるもので、現在でも用いられる古典的催眠手法の一つである。彼はこれによって、磁力を用いずとも全く同じ現象を発現させることに成功した。
またブレイドは1844年の公演で、従来催眠によって発現するとされた、透視、千里眼、読心などが間違いであることを証明した。

## 業績
ブレイドは、外科医として十分な名声を得ていたためか、催眠によって名声を得ることは消極的であったが、彼の創出した理論と催眠という言葉は受け継がれた。特に彼の暗示説は、フランス、ナンシーに拠を構えるアンブロワーズ＝オーギュスト・リエボーに受け継がれた。彼を中心としたナンシー派は、パリ・サルペトリエール病院のジャン＝マルタン・シャルコーの唱える「大催眠」説と対立したが、1889年にナンシー派が勝利することで、ブレイドの唱えた「暗示説」が現在にまで続くこととなる。
イギリス国内では特に「催眠の父」と呼ばれている。1997年には催眠療法の普及発展を目的とした「ジェイムズ・ブレイド協会」が設立した。
ミルトン・エリクソンはブレイドを評し「ブレイドは、自身が調べるうち、催眠が全て暗示によるものだという結論に達した。それは科学的、精神学的な最初の成果だった。彼は、催眠の技術と、催眠トランスにより発生する様々な現象について詳細に研究した。彼は、驚くほど現代的かつ広範囲な論文を膨大に残した」と語っている。